# Цукуба-Мірай

35°57′47″ пн. ш. 140°2′14″ сх. д. / 35.96306° пн. ш. 140.03722° сх. д.
Цуку́ба-Міра́й (яп. つくばみらい市, つくばみらいし, МФА: [t͡sukuba mʲiɾai̯ ɕi̥]) — місто в Японії, в префектурі Ібаракі.

## Короткі відомості
Розташоване в південно-західній частині префектури, на берегах річок Кіну і Кокай. Виникло на основі сільських поселень раннього нового часу. Засноване 27 березня 2006 року шляхом об'єднання містечка Іна з селом Явара. Основою економіки є рисівництво, вирощування винограду і квасолі, машинобудування. Сполучається з Токіо залізничним експресом Цукуба. Станом на 1 жовтня 2007 площа міста становила 79,14 км². Станом на 1 серпня 2008 населення міста становило 42 464 осіб.

## Уродженці
- Мамія Ріндзо — мандрівник, першопроходець, відкривач Протоки Мамії.